# Bichón maltés
El bichón maltés es una raza de perro de tamaño pequeño o mediano que surgió en el Mediterráneo central, siendo Italia quien tomó el patrocinio. El nombre de la raza y el origen son generalmente asociados a la isla mediterránea de Malta, sin embargo, el nombre es a veces descrito con referencia a la isla de Mljet o Meleda (en latín: Melita).

## Historia
El origen de la raza es poco claro. Los comerciantes fenicios trajeron de Egipto a los ancestros de esta raza probablemente hace más de 2000 años siendo difundida en el Mediterráneo. En la tumba del faraón Ramsés II (1301-1225 a. C.) se han encontrado estatuillas de piedra que se parecían a los malteses actuales. Hay imágenes en vasos del período entre 500 a. C. que son muy similares a los malteses, al lado de la imagen del perro se lee la palabra Melitae. Desde la perspectiva actual, la relación no es evidente ya que eso podría haber sido después. L. Beckmann también ha trazado antepasados a los del Spitz enano.
De nuevo, el nombre con el que la Federación Cinológica Internacional (FCI) lo describe en el estándar indica que no proviene de la Isla de Malta. Ya que el vocablo es una derivación de semítico de la palabra "màlat", lo que significa "refugio" o "puerto" y es la raíz de muchos topónimos. La FCI describe el origen de la palabra de la siguiente manera:

Su nombre no significa que es originario de la isla de Malta, porque el adjetivo «maltés» proviene del vocablo semítico «màlat» que quiere decir refugio o puerto; esta raíz semítica se encuentra en una variedad de nombres de lugares marítimos, tales como el nombre de la isla adriática Meleda en la ciudad siciliana de Melita, y también en la isla de Malta. Los ancestros de este pequeño perro vivían en los puertos y las ciudades costeras del Asia central, donde cazaban a los ratones y las ratas que se encontraban en los almacenes de los puertos y en las bodegas de los barcos donde se propagaban abundantemente. En la lista de perros existentes en el tiempo de Aristóteles (384-322 a.C.) se menciona una raza de pequeños perros a los que se atribuye el nombre latino «canes melitenses». Ese perro era conocido en la antigua Roma y era compañero preferido de las matronas, fue elogiado por Estrabón, poeta latino del siglo primero.
FCI-Estándar del Maltés.

Después de Calímaco, Plinio el Viejo, Esteban de Bizancio y Constantino VII, la raza obtuvo el nombre de la isla Mljet (en la antigüedad Melita o Melitaea). Aristóteles fue el primero en mencionar su nombre Melitaei Catelli, cuando se compara el perro a un mustélido, alrededor de 370 a. C.
Alrededor de los siglos XVII y XVIII, algunos criadores decidieron "mejorar" la raza, haciéndola aún más pequeña. Linnaeus escribió en 1792 que estos perros eran del tamaño de una ardilla. La raza casi desapareció y fue cruzada con otros perros pequeños como los caniches y los Spaniels miniatura. En el siglo XIX, hubo hasta nueve diferentes razas de perro maltés.
Malteses de color sólido y parti colores fueron aceptados en Inglaterra desde 1902 hasta 1913, y en fecha tardía, como 1950, en Victoria, Australia. Sin embargo, más adelante se instituyó que el maltés tenía que ser de color blanco.
El maltés fue reconocido como una raza oficial por la FCI bajo el mecenazgo de Italia en 1954, en la reunión anual de Interlaken, Suiza. El actual estándar se aprobó el 27 de noviembre de 1989 y la última traducción del italiano al inglés es la del 6 de abril de 1998. El American Kennel Club reconoció la raza en 1888 y su último estándar es del 10 de marzo de 1964.

## Temperamento y función

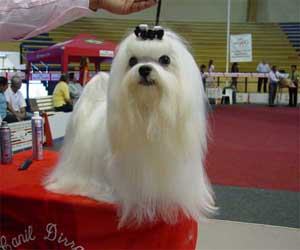
El Maltés es un excelente perro de compañía

El maltés es recomendable como animal de compañía, ya que son adecuadamente sociables y educados, pero suelen ser vivaces, inteligentes, cariñosos y amigables, con la eterna apariencia de pequeños cachorros. Es un perro protector de la casa, lo que permite utilizarlo como perro alarma, —al igual que el chihuahua o el yorkshire terrier—. Estos pequeños perros se adaptan a los hogares donde hay niños mayores y adolescentes. No presentan problemas con los niños, siempre y cuando, al perro se le respete y se le eduque. Es recomendable darle algo con lo que entretenerse, como un hueso de goma o juguetes en general. De los cuales son muy aficionados.
Al ser pequeños no precisan de mucho ejercicio por lo que un paseo diario será suficiente para cubrir sus necesidades, esto los hace buenos candidatos para personas mayores. Llevarlos a caminar serviría también para hacerlos sociables —un aspecto importante en la educación canina—. Se debe entrenar para que sea obediente y, como la mayoría de los perros, responderá mejor ante un adiestramiento con reforzamiento positivo estable y constante. Esta raza de perro puede ayudar con la caninoterapia y también podrían ayudar a fomentar el sentido de la responsabilidad y orden en los niños si se les pone a cargo de su cuidado básico —como cepillarlo, sacarlo a pasear y cuidar que tenga agua fresca. Es preferible que la alimentación corra a cargo de un adulto—. Con una adecuada socialización se evitará que sean perros nerviosos o que se muestren inquietos con otros perros o mascotas.
Se les puede entrenar para que hagan piruetas o mantenerse sobre sus patas traseras durante varios minutos. Su naturaleza juguetona los hará responder bien a este tipo de entrenamiento. Aunque se adaptan perfectamente a vivir en apartamentos por su pequeño tamaño y carácter doméstico, les encanta pasear al aire libre. Al ser una raza delicada, sobre todo cuando son cachorros, requieren cuidados extras.
Es aconsejable alimentarlos con un pienso de buena calidad o con BARF, o una dieta natural casera con la cantidad de nutrientes necesarios para cubrir sus necesidades. Pueden comer lo mismo que los humanos, como cualquier otra raza, a excepción de algunos alimentos como la cebolla, las uvas pasas, el chocolate etc que son seriamente perjudiciales para la salud de cualquier perro. 
La dieta natural casera debe llevar una proporción adecuada para el perro de proteínas, hidratos de carbono y grasas, y esa proporción no es igual que la que necesitaba los humanos. 
A veces pueden padecer alergias. Las alergias mejoran notablemente eliminando el pienso de su dieta habitual, según varios estudios recientes. 
En los ejemplares adultos hay que mantener bajo vigilancia las porciones de alimento para evitar el sobrepeso.
A nivel de inteligencia el Maltés ocupó el lugar 59 dentro de la clasificación de Stanley Coren acerca de la inteligencia de los perros.

### Cuidados especiales
Entre los cuidados diarios se incluye un cepillado del manto con un peine adecuado para el mismo. El aseo diario también debe incluir la limpieza de los ojos, los lagrimales y alrededor del hocico —todo esto para evitar que su pelo blanco se torne café parduzco en esas áreas. El riesgo de las manchas oscuras alrededor de los ojos pueden ser un problema en esta raza, y ocurre principalmente en función de la cantidad de agua que produzcan los ojos del perro de forma individual, junto con el tamaño de los conductos lagrimales.

El Bichón Maltés es un perro de pelaje largo, y requiere de una serie de cuidados especiales para que su manto se mantenga en un estado saludable y así evitar problemas de piel y nudos en el pelo. Muchos propietarios encuentran que un baño semanal es suficiente para mantener el pelaje limpio, pero es mejor no lavar un perro tan a menudo (una vez cada mes y medio debería ser suficiente). Necesitan visitar al peluquero canino alrededor de una vez cada mes y medio. El cepillado regular también es necesario para evitar que el pelo se enrede. Muchos propietarios mantendrán a su maltés con el corte tipo "cachorro", ya que mantiene el pelo corto y hace que el perro se asemeje a un cachorro. Algunos propietarios, especialmente los que participan en exposiciones caninas, mantendrán al maltés con el pelo largo. Algunos perros necesitan ser secados con la secadora eléctrica con el fin de evitar nudos. También a los malteses se les empaqueta el pelo para que no se le rompa (el empaquetado consiste en aceitar el pelaje y luego hacer empaquetes con papel o plástico en pequeños mechones asegurándolos con una banda elástica).

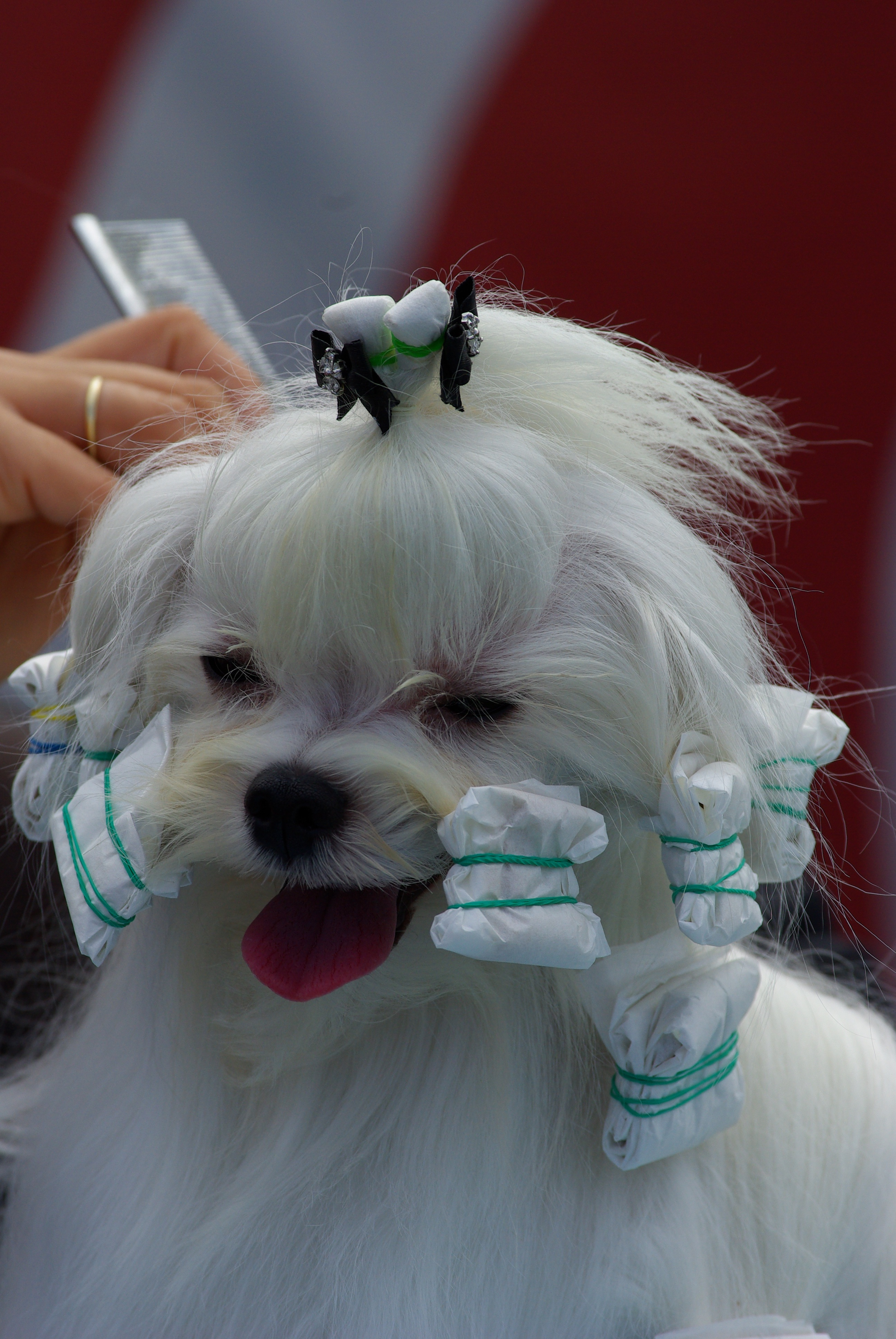
Bichón Maltés empaquetado

Como los malteses no tienen más que una capa de pelo, pelechan poco o casi nada si se cuidan debidamente. Al igual que sus parientes, el Caniche y el Bichon Frise, se consideran en gran medida una raza hipoalergénica, pero esto podría ser algo engañoso, ya que el mantenimiento necesario que se requiere para conservar saludable el manto blanco del maltés ayuda a eliminar el pelo suelto. El corte frecuente, el cepillado y los baños necesarios para conservar en buen estado el pelo del Maltés no solo quita o elimina el pelo muerto y la caspa, sino que también controla otro potente alérgeno: la saliva canina.

## Salud

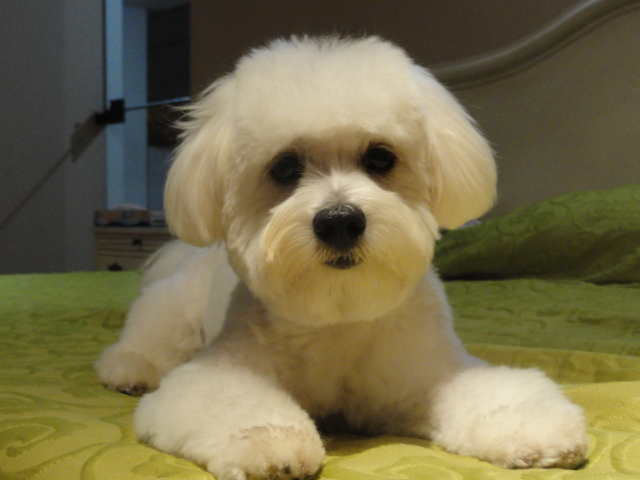
El corte canino estilo "cachorro" mantiene al Maltés fresco, y es más fácil de cepillar.

El maltés es generalmente un perro robusto y sano. Sin embargo, al igual que con otras razas de perros pequeños, a menudo tienen problemas con las rodillas y rótula, conocido como luxación de rótula. Por lo tanto, siempre hay que asegurarse de que el perro no tenga sobrepeso. Cuidando su alimentación y teniéndolo siempre con una dieta rigurosa según sea la raza.
Debido al tipo de pelo del Maltés puede sufrir irritación de los ojos, creando así conjuntivitis lo que puede conducir a un aumento de la secreción de líquido lagrimal. Las secreciones oculares frecuentemente ocasionan un color rojizo de la piel alrededor del área del ojo. Si esto ocurre es necesario levarlo con su veterinario y no automedicarlo.
De acuerdo a una encuesta de salud realizada en 2004 por el Kennel Club en Reino Unido, el promedio de vida del Bichón Maltés fue de alrededor de 12.3 años. Lo que es alto ya que otros perros de tamaño similar tenían una esperanza de vida de 11.3 años. En Reino Unido, las principales causas de muerte fueron: cáncer (19%), edad (19%), enfermedades del corazón (16.7%), insuficiencia renal (9.5%), derrame cerebral (7.1%).
Al ser perros que disponen de un precioso blanco manto, necesitan de los mejores cuidados para su pelaje. Por ello debemos de llevarlo a una peluquería canina cuando lo observemos conveniente.

### Características físicas
- Pesan entre 3 y 4 kilogramos. Tienen un cuerpo compacto y una altura para el macho es de 21–25 cm, y para la hembra es de 20–23 cm. La línea Americana, bajo los que se encuentran los llamados Maltés Toy, son más pequeños, pesando entre 1,2 y 2,8 kilogramos.
- Tienen un pelaje largo y sedoso de color blanco puro o marfil, en el que se permiten algunas manchas menores y muy ligeras de color amarillo o castaño muy claro. Es muy fino, suave y sedoso, de un largo considerable (casi alcanza el suelo), sin rulos pero tendente a anudarse, cuelga a los lados desde una raya que va desde la trufa al nacimiento de la cola. No tienen manto interno.
- Poseen cabeza de tamaño mediana con frente pequeña, cráneo redondo. La nariz es negra. y sus ojos grandes, ovalados, de color marrón oscuro con párpados negros, atentos y muy oscuros. Su hocico es medianamente largo, fino, se va estrechando hasta llegar a la nariz. Las orejas son largas, caídas y peludas, de implante bajo, colgando muy cerca de la cabeza, como apoyándose, en la parte del hocico se le queda marrón de mayor.
- Tienen las patas cortas y rectas. Su cola es elegante y está cubierta de abundante pelo, y se presenta curvada sobre su dorso.